# Tigrioides alterna
Tigrioides alterna là một loài bướm đêm thuộc phân họ Arctiinae, họ Erebidae.